# Brucamps

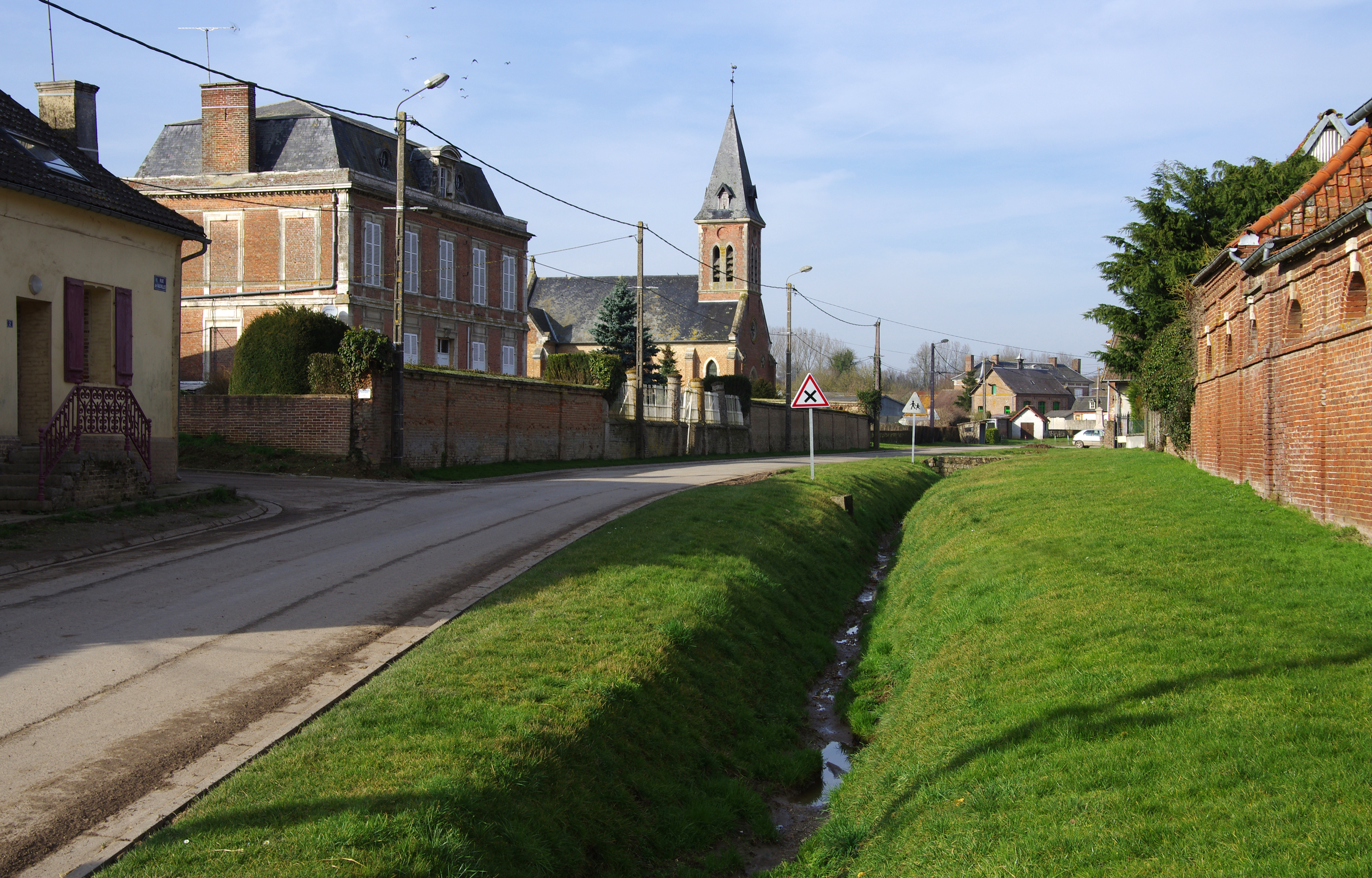
La Rue de Vauchelles se prolonge par la Grande Rue.

Brucamps est une commune française située dans le département de la Somme en région Hauts-de-France.

## Géographie

### Localisation
Brucamps est un village picard situé dans le Ponthieu.
Limitrophe d'Ailly-le-Haut-Clocher, la commune est située à 5 km à l'ouest de Domart-en-Ponthieu, 7 km au nord-ouest de Flixecourt, 8 km au nord-est de Longpré-les-Corps-Saints, 16 km au sud-est d'Abbeville et à 26 km au nord-ouest d'Amiens à vol d'oiseau.
Le territoire de la commune est limitrophe de ceux de sept communes.
Les communes limitrophes sont  Ailly-le-Haut-Clocher, Ergnies, Gorenflos, Surcamps, Vauchelles-lès-Domart, Ville-le-Marclet et Villers-sous-Ailly.

### Géologie et relief
Brucamps est situé dans une vallée sèche qui entaille le plateau surplombant en rive droite la vallée de la Somme.

### Hydrographie
La commune est située dans le bassin Artois-Picardie. Elle n'est drainée par aucun cours d'eau.

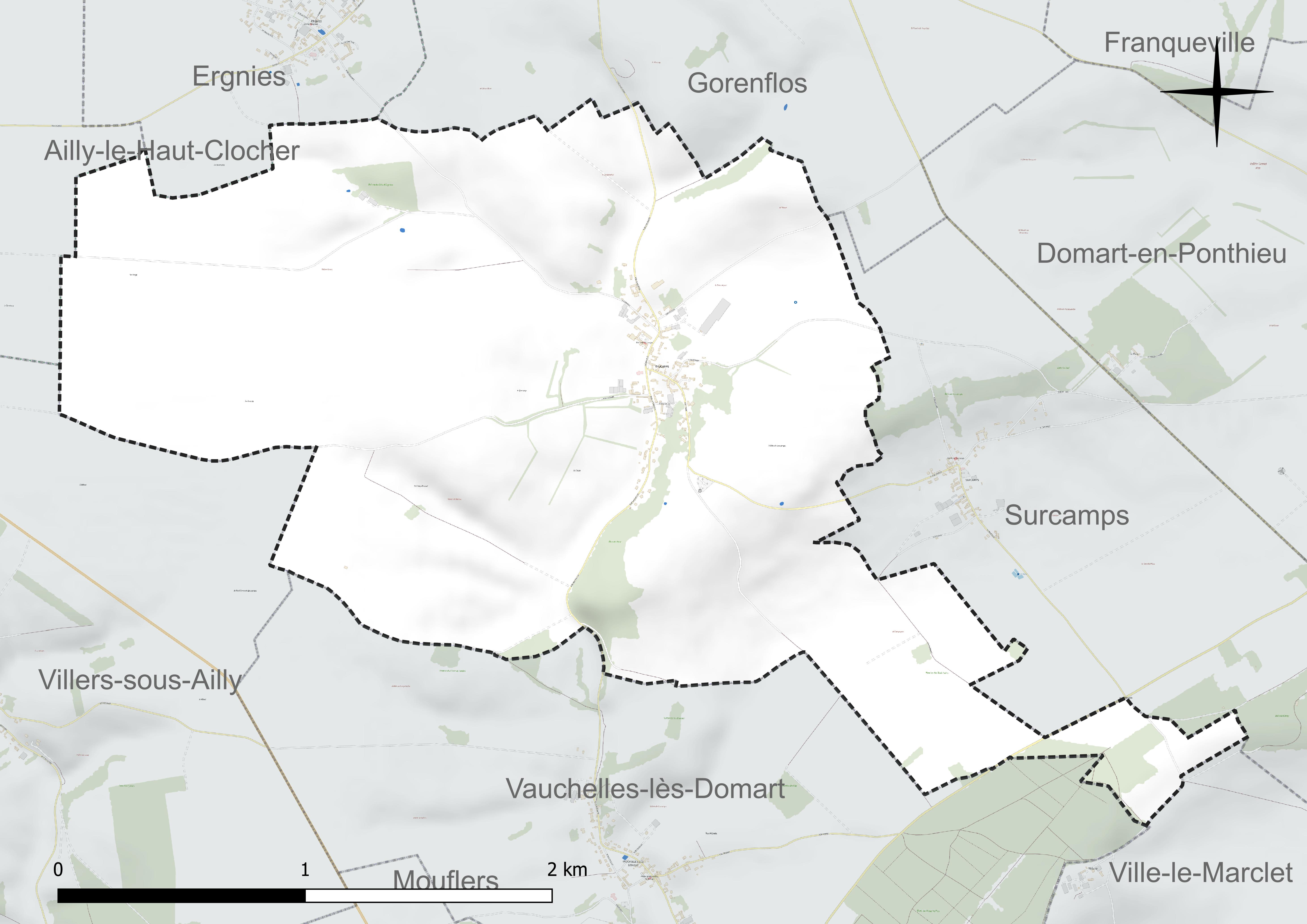
Réseau hydrographique de Brucamps.

### Climat
Pour des articles plus généraux, voir Climat des Hauts-de-France et Climat de la Somme.
En 2010, le climat de la commune est de type climat océanique dégradé des plaines du Centre et du Nord, selon une étude du CNRS s'appuyant sur une série de données couvrant la période 1971-2000. En 2020, Météo-France publie une typologie des climats de la France métropolitaine dans laquelle la commune est exposée à un climat océanique et est dans la région climatique Côtes de la Manche orientale, caractérisée par un faible ensoleillement (1 550 h/an) ; forte humidité de l'air (plus de 20 h/jour avec humidité relative > 80 % en hiver), vents forts fréquents.
Pour la période 1971-2000, la température annuelle moyenne est de 10,5 °C, avec une amplitude thermique annuelle de 14,2 °C. Le cumul annuel moyen de précipitations est de 819 mm, avec 12,7 jours de précipitations en janvier et 8,8 jours en juillet. Pour la période 1991-2020, la température moyenne annuelle observée sur la station météorologique la plus proche, située sur la commune de Bernaville à 10 km à vol d'oiseau, est de 10,4 °C et le cumul annuel moyen de précipitations est de 877,3 mm,. Pour l'avenir, les paramètres climatiques de la commune estimés pour 2050 selon différents scénarios d'émission de gaz à effet de serre sont consultables sur un site dédié publié par Météo-France en novembre 2022.

## Urbanisme

### Typologie
Au 1er janvier 2024, Brucamps est catégorisée commune rurale à habitat dispersé, selon la nouvelle grille communale de densité à sept niveaux définie par l'Insee en 2022.
Elle est située hors unité urbaine. Par ailleurs la commune fait partie de l'aire d'attraction d'Amiens, dont elle est une commune de la couronne,. Cette aire, qui regroupe 369 communes, est catégorisée dans les aires de 200 000 à moins de 700 000 habitants,.

### Occupation des sols
L'occupation des sols de la commune, telle qu'elle ressort de la base de données européenne d'occupation biophysique des sols Corine Land Cover (CLC), est marquée par l'importance des territoires agricoles (94,5 % en 2018), une proportion identique à celle de 1990 (94,5 %). La répartition détaillée en 2018 est la suivante : 
terres arables (88,6 %), prairies (5,9 %), zones urbanisées (4,1 %), forêts (1,4 %). L'évolution de l'occupation des sols de la commune et de ses infrastructures peut être observée sur les différentes représentations cartographiques du territoire : la carte de Cassini (XVIIIe siècle), la carte d'état-major (1820-1866) et les cartes ou photos aériennes de l'IGN pour la période actuelle (1950 à aujourd'hui).

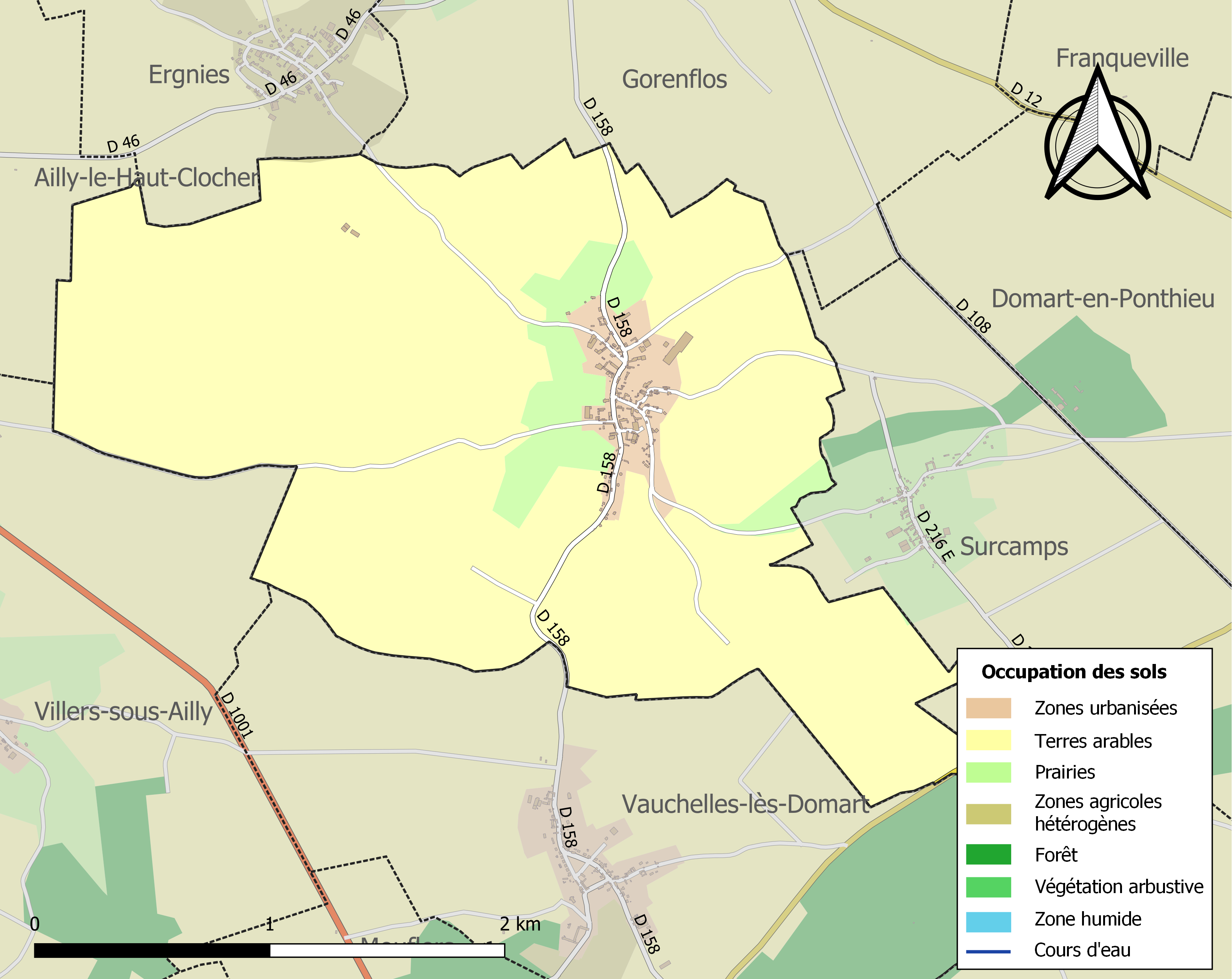
Carte des infrastructures et de l'occupation des sols de la commune en 2018 (CLC).

## Toponymie
Le nom de la localité est attesté sous les formes Burchamp en 1118 ; Burcampus au XIIIe siècle ; Bruncamp en 1289 ; Burcamp en 1301 ; Brucamps en 1337 ; Brusquant en 14.. ; Brucamp en 1507 ; Bruchamps en 1753 ; Boucamps en 1763.
Il s'agit d'une formation toponymique médiévale en -camp, forme normanno-picarde correspondant à champ en français central. Ce type de formation a subi l'influence de la syntaxe germanique qui veut que le déterminé soit toujours placé derrière le déterminant. L'identification du premier élément Bru- est plus problématique, Albert Dauzat qui ne cite pas de forme ancienne penche pour un anthroponyme germanique, c'est pourquoi il suggère Brun- (il a dû avoir connaissance de la forme Bruncamp de 1289). Ernest Nègre préfère proposer un appellatif d'oïl bru « bruyère », d'où le sens global de  « champs de bruyère ».

## Histoire
Des  enclos antiques ont été retrouvés à Brucamps,,.

## Politique et administration

### Rattachements administratifs et électoraux
Rattachements administratifs
La commune se trouve  dans l'arrondissement d'Abbeville du département de la Somme.
Elle faisait partie depuis 1793 du canton d'Ailly-le-Haut-Clocher. Dans le cadre du redécoupage cantonal de 2014 en France, cette circonscription administrative territoriale a disparu, et le canton n'est plus qu'une circonscription électorale.
Rattachements électoraux
Pour les élections départementales, la commune fait partie depuis 2014 du canton de Rue
Pour l'élection des députés, elle fait partie de la première circonscription de la Somme.

### Intercommunalité
Brucamps était membre de la petite communauté de communes du Haut-Clocher, un établissement public de coopération intercommunale (EPCI) à fiscalité propre créé fin 1999 et auquel la commune a transféré un certain nombre de ses compétences, dans les conditions déterminées par le code général des collectivités territoriales.
Dans le cadre des dispositions de la loi portant nouvelle organisation territoriale de la République du 7 août 2015, qui prévoit que les établissements publics de coopération intercommunale (EPCI) à fiscalité propre doivent avoir un minimum de 15 000 habitants, cette intercommunalité fusionne avec ses voisines pour former, le 1er janvier 2017, la communauté de communes Ponthieu-Marquenterre, dont la commune est désormais membre.

### Liste des maires
| Période                                  | Période                      | Identité       | Étiquette | Qualité                                               |
| ---------------------------------------- | ---------------------------- | -------------- | --------- | ----------------------------------------------------- |
| Les données manquantes sont à compléter. |                              |                |           |                                                       |
|                                          | mars 2001                    | Bernard Gamard |           |                                                       |
| mars 2001                                | 2014                         | Odette Theval  | NC        | Secrétaire                                            |
| 2014                                     | En cours (au 8 octobre 2020) | Marcel Gamard  |           | Fils de Bernard Gamard Réélu pour le mandat 2020-2026 |

## Population et société

### Démographie
L'évolution du nombre d'habitants est connue à travers les recensements de la population effectués dans la commune depuis 1793. Pour les communes de moins de 10 000 habitants, une enquête de recensement portant sur toute la population est réalisée tous les cinq ans, les populations de référence des années intermédiaires étant quant à elles estimées par interpolation ou extrapolation. Pour la commune, le premier recensement exhaustif entrant dans le cadre du nouveau dispositif a été réalisé en 2007.

En 2022, la commune comptait 150 habitants, en évolution de +7,14 % par rapport à 2016 (Somme : −1,26 %, France hors Mayotte : +2,11 %).
| 1793 | 1800 | 1806 | 1821 | 1831 | 1836 | 1841 | 1846 | 1851 |
| ---- | ---- | ---- | ---- | ---- | ---- | ---- | ---- | ---- |
| 438  | 437  | 453  | 462  | 495  | 495  | 478  | 461  | 485  |

| 1856 | 1861 | 1866 | 1872 | 1876 | 1881 | 1886 | 1891 | 1896 |
| ---- | ---- | ---- | ---- | ---- | ---- | ---- | ---- | ---- |
| 496  | 500  | 491  | 455  | 411  | 414  | 354  | 367  | 320  |

| 1901 | 1906 | 1911 | 1921 | 1926 | 1931 | 1936 | 1946 | 1954 |
| ---- | ---- | ---- | ---- | ---- | ---- | ---- | ---- | ---- |
| 290  | 282  | 266  | 202  | 195  | 194  | 172  | 198  | 173  |

| 1962 | 1968 | 1975 | 1982 | 1990 | 1999 | 2006 | 2007 | 2012 |
| ---- | ---- | ---- | ---- | ---- | ---- | ---- | ---- | ---- |
| 161  | 159  | 133  | 124  | 121  | 109  | 134  | 137  | 142  |

| 2017 | 2022 | - | - | - | - | - | - | - |
| ---- | ---- | - | - | - | - | - | - | - |
| 139  | 150  | - | - | - | - | - | - | - |

### Enseignement
L'école intercommunale Victor Hugo a été édifiée à Ailly-le-Haut-Clocher en 2009. Elle scolarise 303 élèves au cours de l'année scolaire 2014-2015 et regroupe des écoliers d'Ailly-le-Haut-Clocher, Brucamps, Domqueur, Ergnies, Long, Mouflers, Yaucourt-Bussus.

## Culture locale et patrimoine

### Lieux et monuments
- Église Saint-Martin[31],[32]. L'édifice actuel date de 1902. L'ancienne église était située à un autre endroit du village, un peu plus en hauteur, comme l'atteste encore la rue de l'Église. Son implantation précise (à l'angle formé par cette rue et la rue du Four) est, bien entendu, visualisable sur le plan cadastral napoléonien de 1812[33]. La plaque de fondation en cuivre de cette ancienne église, datant de 1562, a été conservée[34]

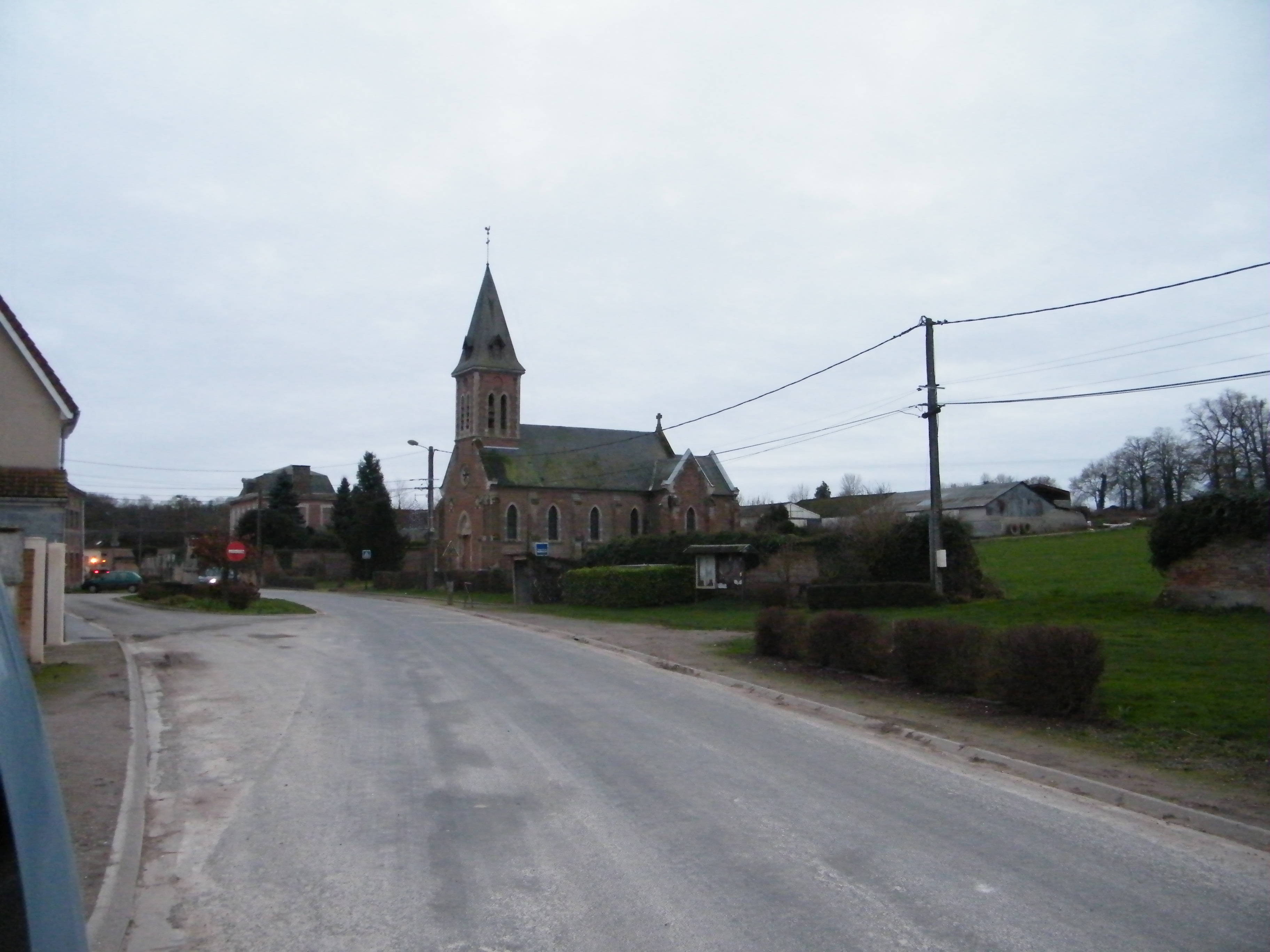
L'église Saint-Martin.

- L'école communale, désormais fermée[Note 5] pour des raisons de très faible effectif et de réduction de postes d'enseignants, est encore reconnaissable par son nom gravé en bandeau sur toute la largeur en haut du porche d'entrée de la cour. Sa particularité (et son intérêt au titre du |patrimoine local) est la présence d'un clocheton, sur le toit du bâtiment au fond de la cour de récréation, qui abrite encore sa cloche dont le mécanisme fonctionne encore[35]. L'instituteur, qui avait dû jadis être confronté à de fréquents problèmes de ponctualité de ses élèves, sonnait la cloche pour signaler aux enfants et à leurs parents, accaparés par les travaux à la ferme ou dans les champs, la reprise imminente de la classe.
- Plusieurs imposants corps de fermes, en brique, avec bâtiments d'habitation présentant l'aspect de véritables maisons de maîtres (brique et pierre avec motifs décoratifs sculptés, dimensions et nombre de pièces, étage) témoignent de la richesse relative des exploitants agricoles et propriétaires au XIXe siècle[36] et jusqu'à la Seconde Guerre mondiale.

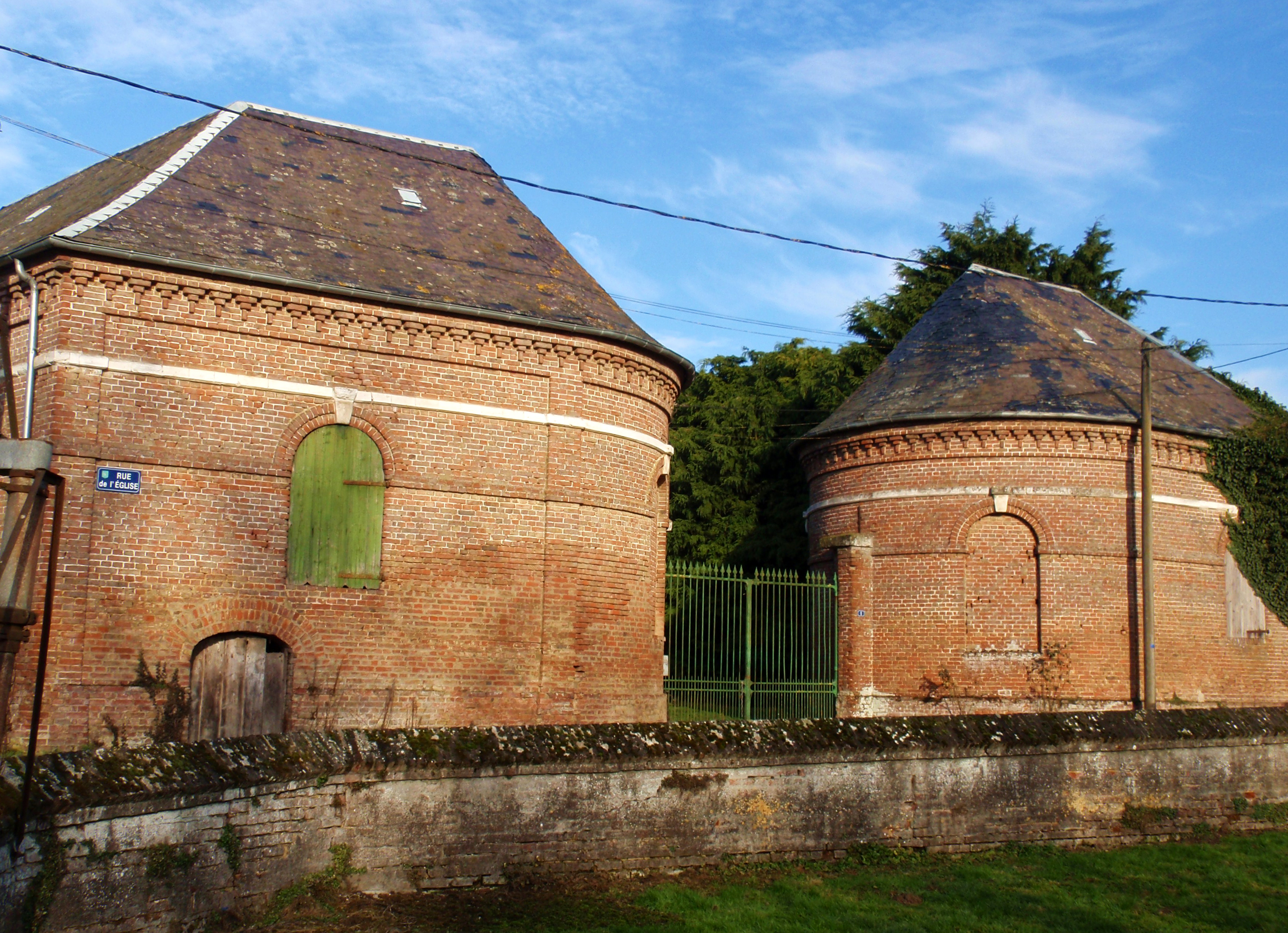
Le mur de l'ancienne mare et l'entrée « en arrondi » d'une ferme.

Il est à remarquer que plusieurs de ces fermes ont leur portail d'entrée encadré de part et d'autre de granges, d'étables ou d'écuries sans angle, mais en arrondi. Cela a été conçu, non dans un but esthétique ou pour une raison architecturale quelconque, mais pour un évident souci pratique et fonctionnel. Il s'agissait d'éviter au mieux les chocs répétés des chariots, de leurs roues et de leurs essieux contre les murs lors du passage des attelages par le portail. L'expérience avait montré en effet que, vu l'importance et la charge du chariot, la largeur de la rue, la maîtrise du charretier et la fougue de certains chevaux, l'emploi de simples chasse-roues ne pouvait suffire à préserver durablement l'intégrité du bâtiment à cet endroit.

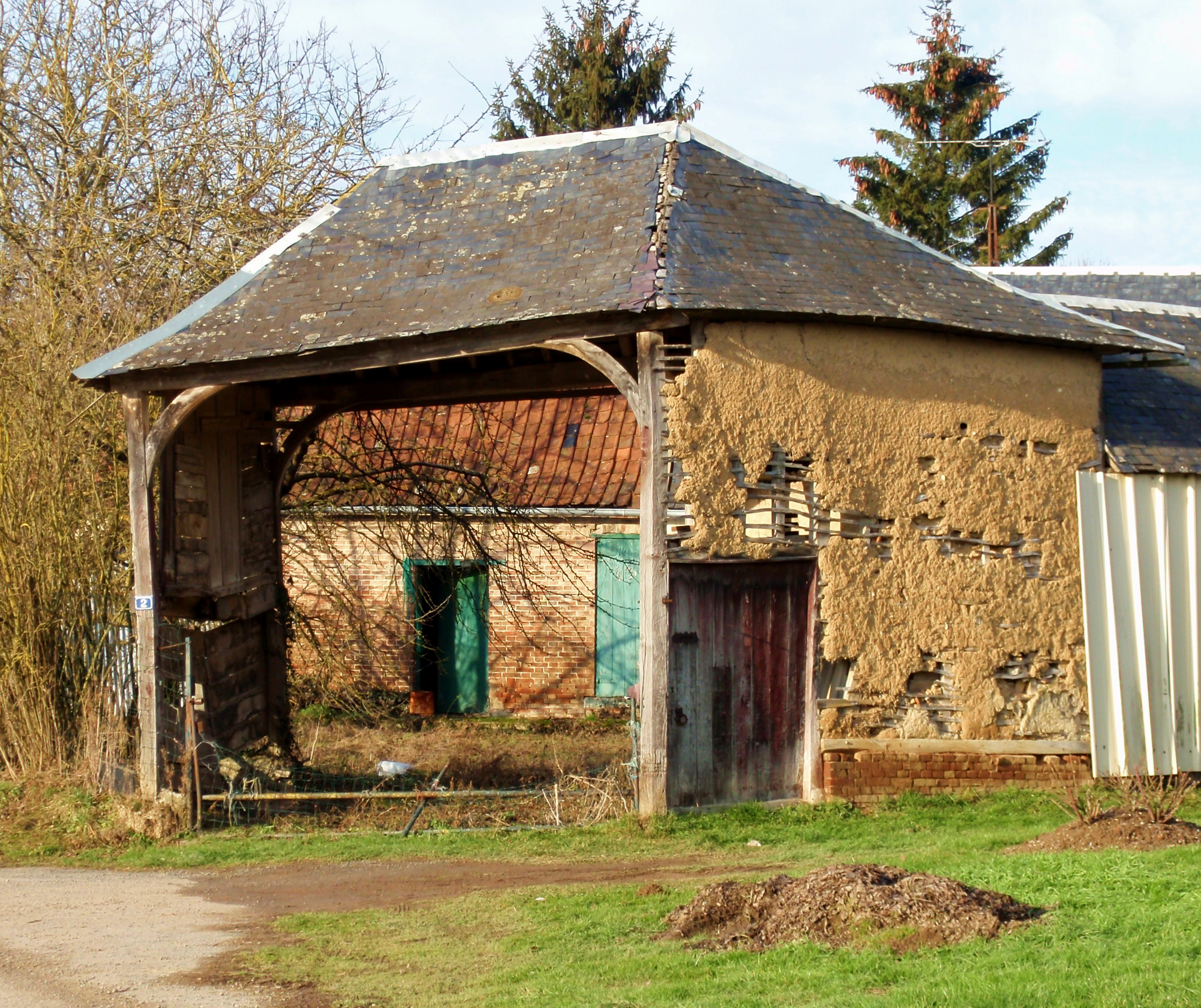
Porche d'une ancienne fermette, témoin fragile et condamné d'un mode de vie rural aujourd'hui disparu.

Si ces bâtisses contrastent avec d'autres exploitations bien plus modestes (dans le village même ainsi que dans les environs) de type « fermettes » avec simples murs en torchis sur ossature de bois, elles sont vouées tout comme ces dernières à la disparition à plus ou moins long terme. Depuis les bouleversements du monde rural liés à la mécanisation, à l'agriculture intensive et à la réduction impressionnante du nombre d'actifs agricoles dès les années 1970, les équipements en locaux ne sont plus du tout adaptés. Si la fonction ne se justifie plus, et si le désir de préserver ce patrimoine architectural local ne se développe pas, au prix bien entendu de choix financiers non négligeables, une partie de l'identité du village sera définitivement perdue.
- La mare traditionnelle des villages picards ne disposant pas de rivière, a été comblée et transformée en pelouse. Sa fonction principale d'abreuvoir pour le bétail et de réservoir en cas d'incendie a été jugée dépassée depuis l'installation de l'eau courante et des progrès divers (moyens de communications, motorisation et puissance des pompes, réorganisation des services de lutte contre les incendies). Contrairement à d'autres communes, la municipalité n'a pas jugé utile de maintenir sa mare en état et de la mettre en valeur par des plantations, des fleurs et des oiseaux en semi-liberté (canards, oies, cygnes). Pourtant, le mur qui l'entoure n'a pas été démonté et témoigne encore de son existence récente.

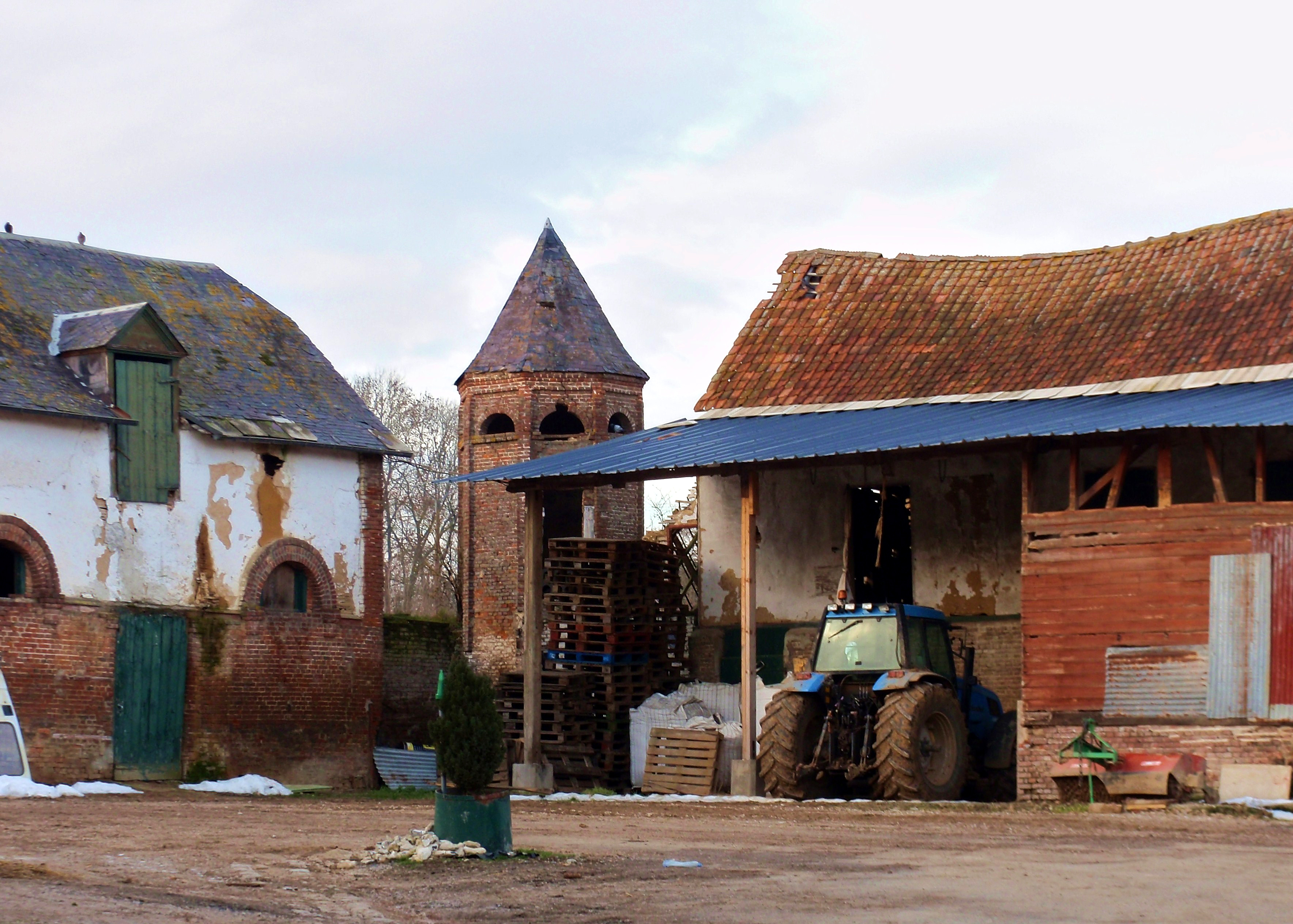
Colombier à l'abandon dans une cour de ferme.

- Colombiers. Certains sont abandonnés et menacent ruine, d'autres sont restaurés et parfaitement mis en valeur, sans pour autant être rendus à leur vocation première.
- Monument aux morts. Il se dresse sur une petite place, à l'angle de la Grande Rue et de la rue du Four.

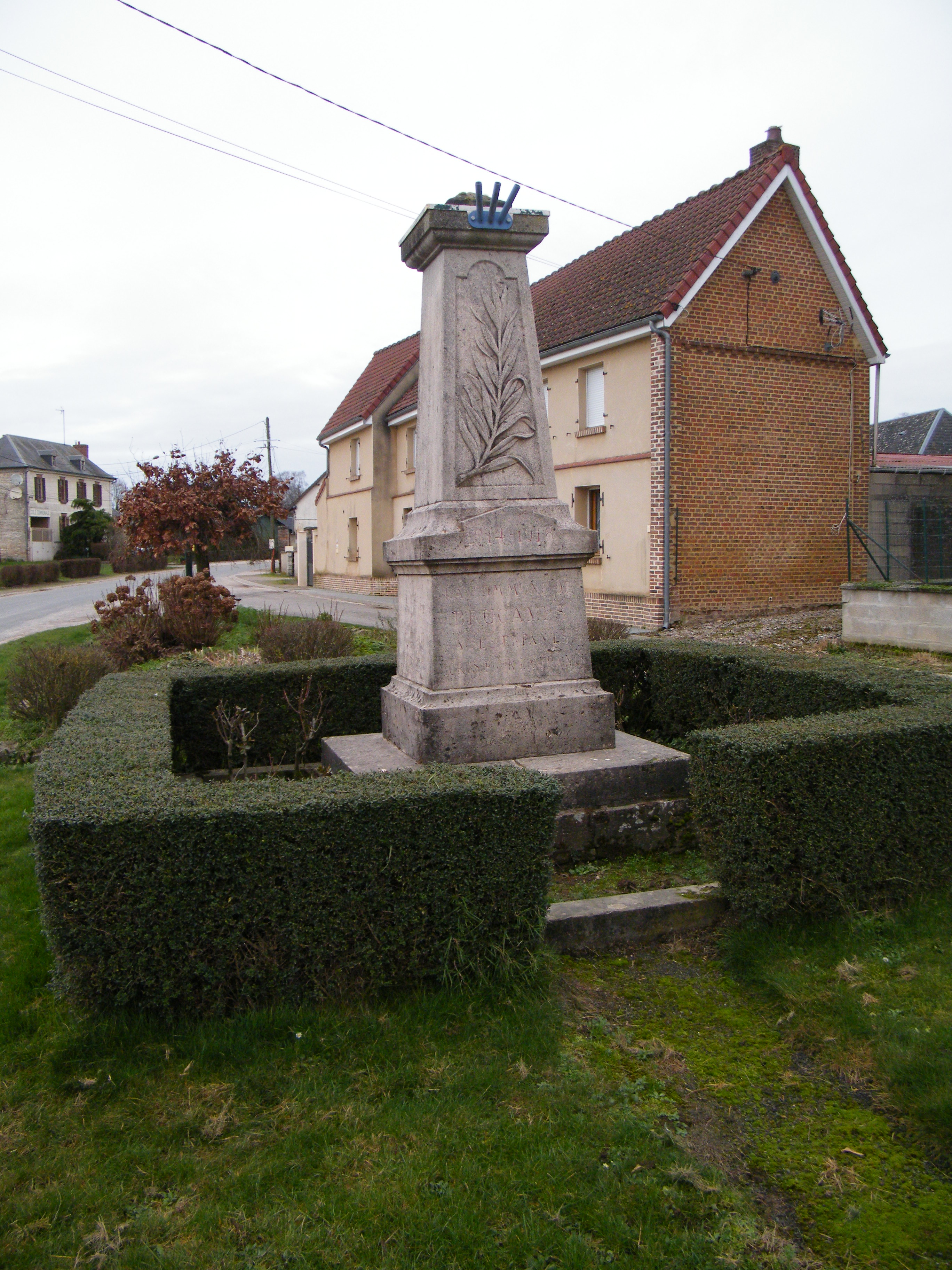
Le monument aux morts.

### Héraldique
| Blason de Brucamps | Blason  | De sinople au lion d'or, armé et lampassé de gueules. |
| Blason de Brucamps | Détails | La provenance exacte de ce blason n'est pas connue, cependant, il semblerait qu'il provienne d'une de ces trois familles : la famille De Moreuil, seigneurs du lieu et (un lion naissant d'argent, sur champ fleurdelysé) dont son blason gravé sur une plaque de métal verdie aurait pu influencer le sinople; la famille Bos de Fiennes (d'argent au lion de sable armé et lampassé de gueules), seigneurs du lieu, et la famille De Brucamps (de sinople au lion d'or armé et lampassé de gueules), originaire mais non seigneurs du lieu. Adopté en 1992. |